# Стежару (Прахова)
Стежару (рум. Stejaru) — село у повіті Прахова в Румунії. Входить до складу комуни Бразь.
Село розташоване на відстані 45 км на північ від Бухареста, 12 км на південний захід від Плоєшті, 94 км на південь від Брашова.

## Населення
За даними перепису населення 2002 року у селі проживали 605 осіб, усі — румуни. Усі жителі села рідною мовою назвали румунську.